# Transcontinental Limited
Transcontinental Limited è un film del 1926, diretto da Nat Ross.

## Trama
Il macchinista Jerry Reynolds, della compagnia ferroviaria Transcontinental Limited, abita nella piccola cittadina (immaginaria) di Northspur, Colorado, insieme alla moglie Sara, malata, e alla figlia Mary, anch'essa dipendente dalle ferrovie in qualità di telegrafista e addetta ad altre incombenze. Egli è a pochi mesi dal ritiro per anzianità, ma da qualche tempo la sua vista ha subito un rapido calo. Sarebbe stato costretto a dimettersi, in tal modo venendo a perdere – secondo i contratti di lavoro e le costumanze del tempo e del luogo – buona parte della pensione. Buon per lui che il suo fuochista, il giovane Joe Slavin, lo aiuta sostituendolo a volte come conduttore del treno nelle corse che svolgono assieme.
Joe ha i suoi fini reconditi. Egli vorrebbe sposare Mary, ma non essendo sicuro dell'assenso della ragazza, particolarmente al momento attuale in cui Johnnie Lane – "amico particolare" di Mary dei tempi andati, ed impiegato in un albergo del paese – sta tornando dal teatro europeo della guerra, vuole assicurarsi il suo consenso facendo leva, in modo velatamente ricattatorio, sul fatto che egli avrebbe salvaguardato per diverso tempo il posto di lavoro del padre. La ragazza tergiversa, non è convinta, attende Johnnie.
E Johnnie ritorna. Sbarcato a New York, egli si accommiata dai suoi più cari commilitoni. Tutti uguali sotto le armi, è solo allora che si scopre la diversa provenienza dei compatrioti. Fra essi Bob Harrison, compaesano di Northspur, che si rivela essere nient'altri che il figlio del presidente della Transcontinental Limited. Fra essi, ancora, i pittoreschi newyorkesi Slim ("lo smilzo") e Pudge ("il tarchiato"), i cui trascorsi civili erano meno onesti, e che promettono di andare a trovare Johnnie, che ritorna in paese, appena possibile.
Joe Slavin, al ritorno di Johnnie, sente sempre più minacciato il suo ruolo. Estende il suo ricatto a Jerry, cercando di convicerlo a obbligare la figlia a sposarlo, poiché – a suo parere – questo sarebbe stato il dovere filiale di lei verso il padre a cui egli, Joe, avrebbe risparmiato il licenziamento. Jerry tranquillamente passa sopra alla minaccia, ribadendo che solo Mary avrebbe avuto voce in capitolo su chi sposare; poi si reca dal superiore, che, sgomento, è costretto ad accettare le sue dimissioni.
A Northspur, Jerry Reynolds ha risparmiato laboriosamente nel tempo la somma necessaria per far sottoporre l'inferma moglie Sara ad una importante operazione chirurgica, che d'altra parte potrebbe assicurarle una completa ripresa. Il dottor Voija Pourtalis, di Chicago, si reca quindi nella cittadina, e riceve da Jerry il compenso stabilito prima di accingersi ad operare. Ma qualcosa sembra mancare.
L'intransigente dottore dice che non effettuerà l'operazione fino a che non gli si saranno versate anche le spese di trasferimento, inizialmente non previste, e delle quali i Reynolds non dispongono: aspetterà fino a mezzanotte, poi, in assenza del denaro richiesto, se ne tornerà a casa. Johnnie, per racimolare la somma, si fa riassumere dal direttore dell'albergo in cui lavorava, ma costui non può anticipargli così tanti soldi. Nello stesso albergo sono scesi Slim e Pudge, per far visita al commilitone Johnnie, come promesso. Appresa l'emergenza, decidono di aiutare l'amico, a modo loro.
Decidono di scassinare la cassaforte della stazione, che, a loro parere, rispetto a quelle cui sono abituati a New York, appare come una latta di sardine. Ma quando si accingono al colpo, quella notte, notano con stupore che qualcuno li sta precedendo: è Joe Slavin. Anch'egli infatti, ignaro delle dimissioni di Jerry – altrimenti ne avrebbe fatto a meno -, aveva promesso a Mary di fornire il denaro. Quando Joe esce dal locale della stazione col bottino, Slim e Pudge tramortiscono e rapinano il rapinatore. Si precipitano dal dottor Pourtalis, gli consegnano la somma, e lo trascinano in fretta a compiere l'operazione, che riesce con pieno successo.
Quando Johnnie, quella notte, si reca dai Reynolds, nota con stupore che l'operazione è stata eseguita, e – con ancora maggior stupore – che tutti lo ringraziano per aver provveduto al suo finanziamento. Poi Slim e Pudge gli raccontano come sono andate le cose. E quanto è accaduto non è bene perché – spiega Johnnie gli ex-commilitoni – Mary, gestrice della stazione, sarà ritenuta responsabile dell'ammanco. E il contabile, che verificherà la situazione finanziaria è atteso alle 9, quella mattina. Nuova lotta contro il tempo. Slim e Pudge la risolvono, al solito, alla loro maniera: prendono il treno della Transcontinental Limited col quale il dottor Pourtalis sta tornando ad est, e – con estrema facilità, esperti come sono – gli sottraggono la somma mancante, quella stessa che gli avevano fornito. Si tratta ora di farla avere a Mary prima delle 9.
Ma inaspettatamente il vagone di coda del treno, per un disguido, si sgancia, e comincia a ridiscendere a velocità sempre maggiore la china. Nel frattempo Joe Slavin ha raggiunto Mary alla stazione, e tenta di usarle violenza. Sopraggiunge Johnnie, e fra i due si sviluppa una colluttazione. Joe, sconfitto, lascia il posto. Telegrammi riguardanti l'incidente al vagone sganciato giungono alla stazione di Northspur. Mary è svenuta; Johnnie riesce a deviare il vagone, evitando una collisone con un altro treno, e a frenarlo. Dal vagone saltano fuori Slim e Pudge.
Joe Slavin, pesto, si ripresenta alla stazione con lo sceriffo, e accusa Johnnie di aver sottratto denaro dalla cassaforte. Mentre Joe Harrison si presenta e offre a Johnnie un posto di rilievo all'interno della Transcontinental Limited, lo sceriffo impone un controllo: dalla cassaforte non manca nulla. Slim e Pudge avevano infatti già provveduto a reinserirvi il danaro mancante.

## Produzione
La pellicola per l'uscita americana del film constava di 7 rulli per una lunghezza complessiva di 1950 metri.

## Distribuzione
Distribuito dalla Chadwick Pictures, il film è uscito nelle sale cinematografiche statunitensi il 4 febbraio 1926.
Il film è stato edito in DVD nel 2012 (e precedentemente in VHS) a cura della Grapevine Video, corredato di una colonna sonora di David Knudtson; la masterizzazione è avvenuta da una pellicola formato 16mm .

## Accoglienza
Il Moving Picture World del 6 marzo 1926 riporta che "The Transcontinental Limited è un buon film drammatico con un'intensa vena sentimentale, e dovrebbe attrarre molti spettatori. Nonostante non si tratti di un lungometraggio straordinario, tuttavia possiede le qualità fondamentali di un film d'intrattenimento e dovrebbe rivelarsi un sicuro successo di botteghino. (…) In addizione ai momenti drammatici e sentimentali c'è qualche buon spunto comico portato avanti da Gillace e Ovey."
Sul Motion Picture News del 13 marzo 1926 possiamo leggere: "Il film è notevole per la sua intensa suspense, l'azione febbricitante, e la forte vena di umanità che pervadono l'intera trama. In primo piano si staglia uno delle più spettacolari disavventure ferroviarie mai filmate, e, insieme ad una storia d'amore che termina felicemente, il tutto contribuisce a tener desta l'attenzione dello spettatore dall'inizio alla fine."